# Peripatopsidae
Peripatopsidae — одно из двух современных семейств онихофоров.

## Описание
У Peripatopsidae наблюдается сравнительно много характеристик, которые воспринимаются как оригинальные или «примитивные» по отношению к Peripatidae. Имеют от 13 до 25 пар ног (до 29 пар у Paraperipatus papuensis), позади или между последней из которых имеется половое отверстие (гонапор). В семейство входят яйцекладущие и яйцеживородяшие виды, а также истинно живородящие виды.

## Ареал
Обитают в Австралии, Южной Африке и Чили.

## Роды
В семейство входят следующие роды:
- Acanthokara Reid, 1996
- Aethrikos Reid, 1996
- Aktinothele Reid, 1996
- Anoplokaros Reid, 1996
- Austroperipatus Baehr, 1977
- Baeothele Reid, 1996
- Centrorumis Reid, 1996
- Cephalofovea Ruhberg et al., 1988
- Critolaus Reid, 1996
- Dactylothele Reid, 1996
- Dystactotylos Reid, 1996
- Euperipatoides Ruhberg, 1985
- Florelliceps Tait & Norman, 2001
- Hylonomoipos Reid, 1996
- Konothele Reid, 1996
- Kumbadjena Reid, 2002
- Lathropatus Reid, 2000
- Leuropezos Reid, 1996
- Mantonipatus Ruhberg, 1985
- Metaperipatus Clark, 1913
- Minyplanetes Reid, 1996
- Nodocapitus Reid, 1996
- Occiperipatoides Ruhberg, 1985
- Ooperipatellus Ruhberg, 1985
- Ooperipatus Dendy, 1900
- Opisthopatus Purcell, 1899
- Paraperipatus Ruhberg, 1985
- Paropisthopatus Ruhberg, 1985
- Peripatoides Pocock, 1894
- Peripatopsis Pocock, 1894
- Phallocephale Reid, 1996
- Planipapillus Reid, 1996
- Regimitra Reid, 1996
- Ruhbergia Reid, 1996
- Sphenoparme Reid, 1996
- Tasmanipatus Ruhberg et al. 1991
- Tetrameraden Reid, 1996
- Vescerro Reid, 1996
- Wambalana Reid, 1996